# Umieszcz
Umieszcz est une localité polonaise de la gmina de Tarnowiec, située dans le powiat de Jasło en voïvodie des Basses-Carpates.